# Gontscharovia popovii
Gontscharovia popovii — єдиний у своєму роді вид низьких ароматних напівкущів, що населяють Афганістан, Пакистан, Таджикистан, Узбекистан, Західні Гімалаї; зростають на сухих вапнякових схилах.

## Біоморфологічна характеристика
Листки від еліптичних до лінійно-довгастих, плоскі, цілісні, із залозами, особливо на абаксіальній поверхні. Суцвіття 1–6-квіткових щитків, розташованих у пазухах зменшених приквітків і утворюють нещільний кінцевий колосоподібний складний зонтик. Чашечка ± актиноморфна, 5-лопатева, частки рівні, трикутно-ланцетні, трубка чашечки циліндрично-дзвінчаста, пряма. Віночок блідо-рожевий, 2-губний, 5-лопатевий (2/3), задня губа пряма, плоска, передня губа розпростерта, 3-лопатева, рівна або трохи коротша, ніж задня. Тичинок 4. Горішки довгасті, гострі, голі.